# Augusto Barazzuoli
Augusto Barazzuoli est un avocat et homme politique italien, né le 30 août 1830 à Monticiano (près de Sienne) et mort le 10 décembre 1896 à Florence.
Il représente la circonscription de Colle di Val d'Elsa (province de Sienne) à la Chambre des députés du royaume d'Italie de la Xe à la XIXe législature. Il est ministre de l'Agriculture, de l'Industrie et du Commerce (it) au sein du dernier gouvernement Crispi.